# Helene (Mond)
 Helene  (auch Saturn XII) ist ein kleiner Mond des Planeten Saturn.

## Entdeckung
Helene wurde am 1. März 1980 von den Astronomen Pierre Laques und Jean Lecacheux am Observatorium auf dem Pic du Midi in den französischen Pyrenäen entdeckt. Sie erhielt zunächst die vorläufige Bezeichnung S/ 1980 S 6. 1988 wurde sie offiziell nach Helena von Troja benannt, einer Enkelin des Kronos, dem in der römischen Mythologie Saturn entspricht.

## Bahndaten

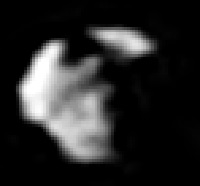
Helene, aufgenommen von Voyager 2 am 25. August 1981

Helene umkreist Saturn in einem mittleren Abstand von 377.420 km in 65 Stunden und 41 Minuten. Die Bahn weist eine  Exzentrizität von 0,0071 auf und ist 0,0° gegenüber der Äquatorebene des  Saturn geneigt.
Sie ist einer von zwei kleinen Monden auf der Bahn des großen Monds Dione. Helene läuft Dione in einem Winkelabstand von 60° im führenden Lagrangepunkt L4 voraus. Im folgenden Lagrangepunkt L5 läuft der Mond Polydeuces Dione im Winkelabstand von 60° hinterher.
Bevor sie ihren offiziellen Namen erhielt, wurde Helene üblicherweise als „Dione B“ bezeichnet.

## Aufbau und physikalische Daten
Helene ist ein unregelmäßig geformter Körper mit einer Ausdehnung von 44 × 38 × 26 km. Ihre geringe Dichte von 0,5 g/cm3 weist darauf hin, dass sie überwiegend aus Wassereis sowie geringen Anteilen an silikatischem Gestein zusammengesetzt ist.
Helene umläuft Saturn in 2 Tagen 17 Stunden und 41 Minuten. Sie besitzt eine helle Oberfläche mit einer Albedo von 0,7, d. h., 70 % des eingestrahlten Sonnenlichts werden reflektiert. Von der Erde aus gesehen ist sie mit einer scheinbaren Helligkeit von 18,4m ein äußerst lichtschwaches Objekt.

## Galerie

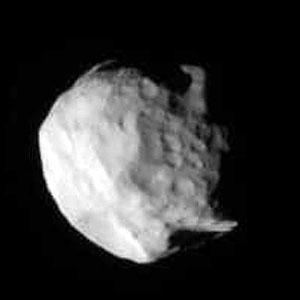
Helene, aufgenommen durch Cassini am 20. Juli 2007 aus 40.211 km Entfernung.
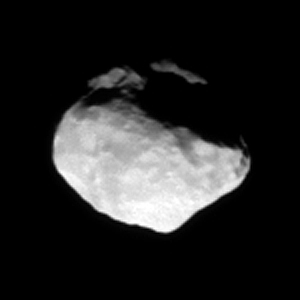
Helene, aufgenommen durch Cassini am 24. November 2008 in 68.000 km Entfernung
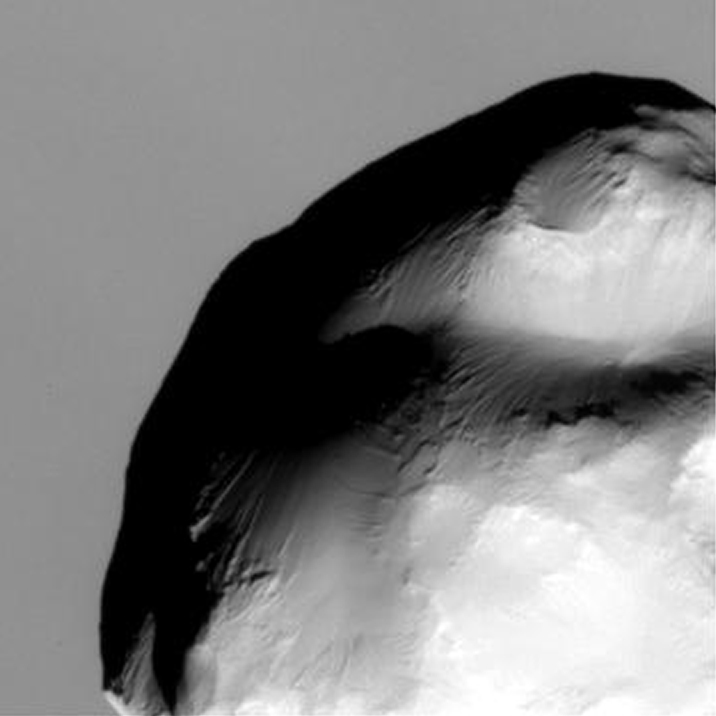
Nahaufnahme von Helene, aufgenommen durch Cassini am 3. März 2010.
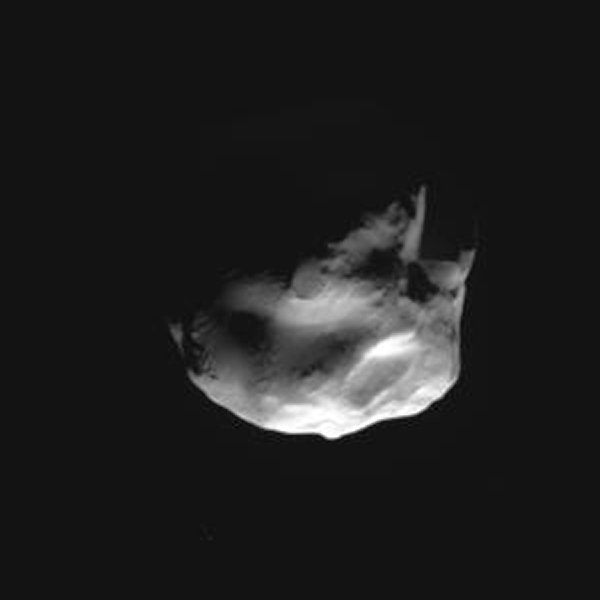
Helene, aufgenommen durch Cassini am 3. März 2010.
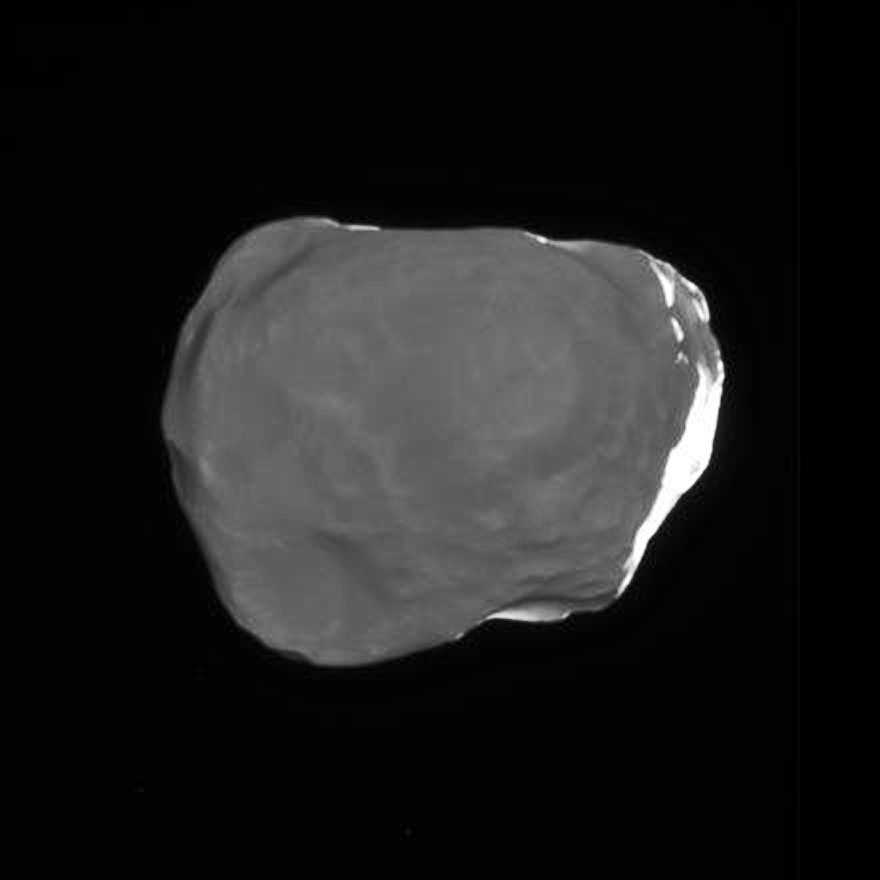
Helenesichel, aufgenommen durch Cassini am 3. März 2010
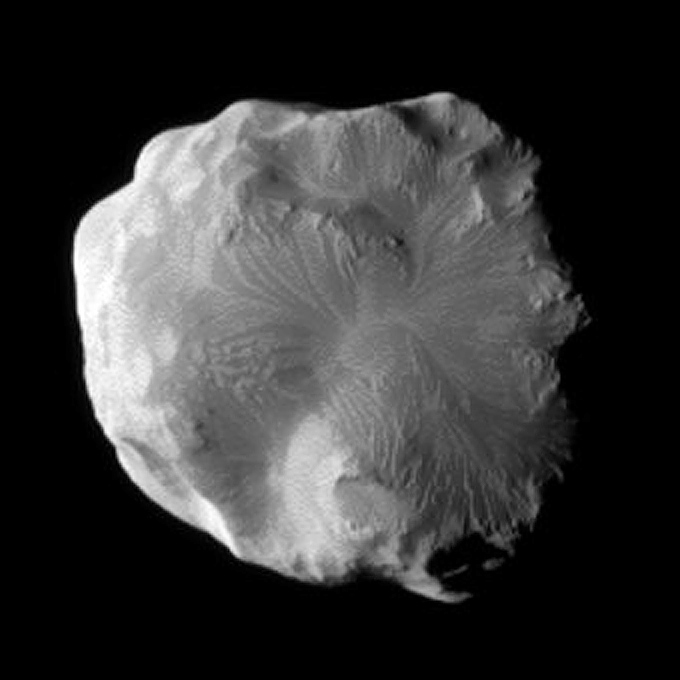
Helene, aufgenommen durch Cassini am 31. Januar 2011 aus 31.000 km Entfernung.
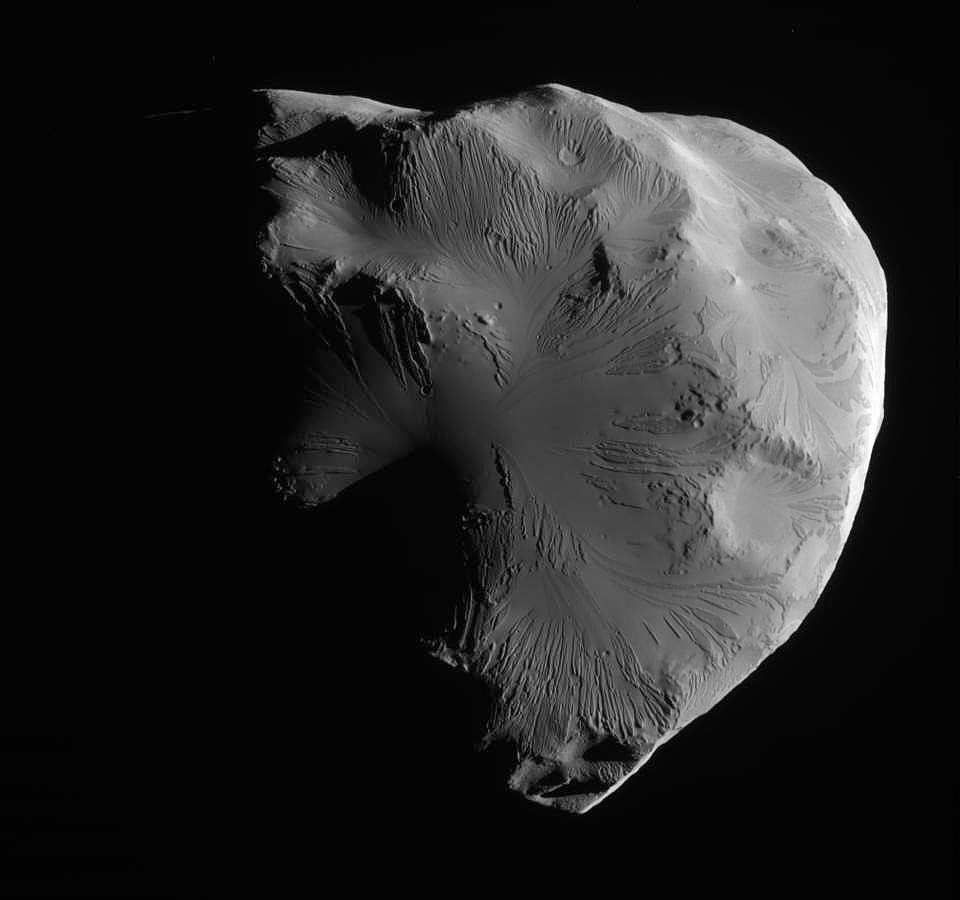
Hemisphäre von Helene, aufgenommen durch Cassini am 18. Juni 2011.